# 이은성, 홍세진
《이은성, 홍세진》는 2003년 5월 16일에 MBC에서 방영한 베스트극장이다.

## 등장 인물

### 주요 인물
- 신지수
  - 이은성 역 - 시간제 전화안내 근무
  - 홍세진 역 - 첼로 전공, 고등학교 3학년
- 김영란 : 홍세진의 어머니 역
- 박미선 : 이은성의 어머니 역

### 그 외 인물
- 허정민 : 재열 역 - 세진의 유일한 친구
- 최자혜 : 은성의 친구 역
- 안석환
- 강동엽 : 재열의 친구 역
- 성한석
- 신지은